# منتخب الجبل الأسود لاتحاد الرغبي
منتخب الجبل الأسود الوطني لاتحاد الرغبي هو ممثل الجبل الأسود الرسمي في المنافسات الدولية في اتحاد الرغبي .